# Awkward.
Awkward. é  uma série de comédia dramática que estreou em 19 de julho de 2011, na MTV. Conta a história da estudante Jenna Hammilton (Ashley Rickards), que inicialmente não chamava a atenção dos outros estudantes. Mas após sofrer um acidente bizarro, todos começam a pensar que Jenna é uma garota suicida, e assim, começa a ganhar um certo tipo de popularidade. Mas, o problema é que Jenna se apaixonou pelo garoto mais popular da escola, Matty McKibben (Beau Mirchoff), e ele, para não ser ridicularizado, namora com ela às escondidas. Assim, seja na escola, com os amigos e professores, ou seja em casa, com os pais, Jenna passa por várias situações constrangedoras (assim como o nome da série sugere).
A série estreou em julho de 2011 nos EUA. A MTV renovou a série para uma segunda temporada em 24 de agosto de 2011, estreando em 28 de junho de 2012 nos EUA e no Brasil em outubro de 2013. Awkward. foi oficialmente renovada para uma terceira temporada, com uma ordem de 20 episódios em 25 de julho de 2012, que começou a ser exibida em 16 de abril de 2013 nos EUA, e no Brasil a 3º temporada estreia dia 6 de Janeiro de 2014 às 22h00. Em 26 de junho de 2013, foi anunciado que o criador do show Lauren Iungerich estaria saindo do show após a produção da 3ª temporada em 27 de junho de 2013.
A MTV renovou a série para uma quarta temporada em 05 de agosto de 2013 com novos produtores, Chris Alberghini e Mike Chessler, para substituir criador e ex-produtor, Lauren Iungerich.
No Brasil, a série foi exibida primeiro na extinta MTV Brasil com apenas sua 1ª Temporada legendada, e a partir de outubro de 2013 começou a ser exibida na nova MTV totalmente dublada.
A quinta e última temporada foi ao ar entre 31 de agosto de 2015 e 24 de maio de 2016.

## Enredo
A série é baseada em torno de Jenna Hamilton que, após um acidente que os rumores desvirtaram como uma tentativa de suicídio, começa a ser notada por todos os alunos em sua escola. Fazendo mudanças e adotando sua desgraça, ela torna-se conhecida por seus colegas. Enquanto lida com sua vida amorosa e suas relações com outros casais ainda tem que gerenciar os drama diário que vem junto com ser um adolescente.

## Elenco

### Elenco principal
- Ashley Rickards como Jenna P. Hamilton, uma garota de 16 anos de idade, "invisível" na escola, as coisas vão de mal a pior quando ela recebe uma misteriosa "Carta Anônima"na qual o escritor diz que ela poderia desaparecer e ninguém notaria. Sua reação leva a um mal-entendido de proporções épicas fazendo todo mundo acreditar que o acidente de Jenna foi uma tentativa fracassada de suicídio. Ela perde a virgindade com Matty, mas ele não quer tornar público seu relacionamento, o que provoca complicações. Jenna é a melhor amiga de Tamara e Ming. Jenna tem Sadie Saxton como sua inimiga. Mais tarde, na primeira temporada, ela começa um relacionamento com Jake Rosati. Na segunda temporada, Jenna diz a Jake que ela não é virgem levando Jake ficar um pouco ciumento.Depois Jake rompe com ela, ela admite que ainda  está apaixonada por Matty.Jenna e Matty oficialmente voltar a ficar juntos na 2 ª temporada, mas ela se pergunta se ela tomou a decisão certa. No início da 3 ª temporada, Jenna começa a ter sentimentos pelo novo garoto da escola, Collin e tenta superar esses sentimentos enquanto ainda namora com Matty. Logo ela trai Matty, rompe-se com ele, e começa a namorar Collin. Por causa de seu namoro Collin, sua personalidade, e senso de moda ficam completamente    diferente. Ela torna-se mais ousada e mais de uma menina má.

- Beau Mirchoff como Matty McKibben, um dos interesses amorosos de Jenna. Apesar de ser popular, atlético e bonito, Matty está extremamente preocupado com a percepção dele e seus pares. Ele fez sexo com Jenna em um armário de produtos de limpeza no acampamento de verão. Ele não quer que ninguém saiba o que ele fez com ela, ele e Jenna embarcam em um segredo sobre o relacionamento.

- Brett Davern como Jake Rosati, outro interesse amoroso de Jenna. Ele é o presidente da classe, popular, inteligente. Jake é o melhor amigo de Matty e começou a namorar Lissa antes do início da primeira temporada, mas, eventualmente, terminou com ela devido a seus sentimentos por Jenna. No início Jenna não retribuir esses sentimentos, mas ela finalmente percebe que ele é gentil, honesto, e pensativo para ela. Ele não se importa de ser visto em público com Jenna, ao contrário de Matty, e ele não se importa com o que as outras pessoas pensam dele. No início da segunda temporada, Jake está namorando publicamente Jenna. No entanto, ela fica constantemente com ciúmes do cara que Jenna perdeu a virgindade estava, sem saber que era Matty. Logo, Jake descobre sobre tudo e seu relacionamento com Jenna acaba.No final da 2 ª temporada, Jake começa um relacionamento com Tamara a melhor amiga de Jenna.

- Molly Tarlov como Sadie Saxton, inimiga de Jenna. Sadie se torna a garota mais popular da escola, graças a seus pais que compram a sua influência, mas é o que tem maiores problemas de peso. Ela acha que o mundo deve por ela sofrer com seu peso, então ela magoa muita gente e no final diz "De Nada". Ela tinha uma paixão secreta por Matty, que foi a principal razão porque ela odiava Jenna, mas na segunda temporada, ela conecta-se com ele em uma festa de Ano Novo e percebe que ele não é nada especial. Ironicamente, Jenna simpatiza com Sadie e tenta ajudá-la, mas suas tentativas são mal interpretados por Sadie. Depois de sua conexão falhou com Matty, ela beija Ricky Schwartz que leva a um relacionamento secreto. Ela e seu relacionamento secreto com Ricky logo termina quando ela o encontra beijando Clark no final da 2 ª temporada. Em um bêbado, ela chega perto de se desculpar com Jenna, mas desmaia no colo de Tamara. Após a morte de Ricky, Sadie tem uma queda por Austin mas trata ele pior que lixo.

- Jillian Rose Reed como Tamara "T" Kaplan, uma das melhores amigas de Jenna. Ela é extremamente alegre mais deseja ser aceita como popular. Ela tem um relacionamento com Ricky Schwartz, que a levou a se comportar irracionalmente como no passado. Quando Jenna beija por acidentalmente Ricky em uma festa, Tamara termina sua amizade com Jenna. Ela rapidamente percebe que Jenna não era responsável por suas ações naquela noite. Durante o final da primeira temporada Tamara e jenna voltam a ser amigas, Tamara termina seu relacionamento com Ricky depois de descobrir que ele pediu três outras meninas para ir ao baile. Eles voltar a ficar juntos no baile. Na segunda temporada, Tamara e Ricky estão juntos, mas ela rompe com ele, mais uma vez, quando ela o pega beijando outra garota durante uma assembleia da escola. Ela passa o resto da temporada tentando acabar com ele, apesar de o fato de que ele começou a namorar Sadie.A partir do final da 2 ª temporada Jake e Tamara começar um relacionamento juntos. Tamara substitui Sadie na equipe de torcida após uma votação pra retirada de Sadie.

- Nikki DeLoach como Lacey Hamilton, a mãe de Jenna, Ela fez uma cirurgia plástica para aumento de seus peitos usando o recurso que era pra ela fazer a faculdade, ela teve Jenna quando ela era uma adolescente e desistiu de seus sonhos de ir para a faculdade. No final da primeira temporada, Jenna descobre que ela escreveu a carta que ela recebeu no início da temporada. Na estreia da segunda temporada, Jenna diz a sua mãe que ela sabe que ela escreveu a carta, e no segundo episódio opta por compartilhar esta informação com o pai de Jenna, Kevin. Mais tarde, no episódio 8, a mãe de Jenna se encontra com um velho amigo, Ben depois de sentir a necessidade de conhecer outros caras. Mas, até o final da 2 ª temporada, Lacey e Kevin estão juntos novamente.

- Desi Lydic como Valerie Marks, a conselheira da escola. Ela claramente tem seus próprios problemas, enquanto ela tenta ajudar os adolescentes com seus problemas. Ela é uma pessoa solitária que se sente o seu dom na vida é ajudar as pessoas. Ela atravessa fronteiras e age de forma inadequada em torno dos estudantes, quando Jenna é conselhada a falar com Valerie é uma vez por semana, a relação torna-se cada vez mais profissional como Valerie trata de pensar em Jenna como sua melhor amiga. No aniversário de 16 anos de Jenna, ela da um presente que era o filme "Sixteen Candles". Ela tem um relacionamento amoroso com uma colega da escola o Soon. "Val" torna-se amiga da mãe de Jenna.

- Greer Grammer como Lissa ela é a ex-namorada de Jake, e a melhor amiga de Sadie. Ela é geralmente identificado como uma santa por causa de suas ligações crista. No início do show, Lissa é muito insegura sobre seu relacionamento com Jake, e muitas vezes recebe conselhos de Sadie. Na 1º Temporada Lissa tira uma foto dos peitos de Jenna. Quando Jake rompe com ela, ela percebe que Sadie destruiu seu relacionamento com Jake, devido à sua interferência constante, e termina sua amizade. No início da segunda temporada, Lissa pede perdão a Jenna, e tenta formar uma amizade com ela. Ela também decide voltar a ser amiga de Sadie, porque ela acredita que Deus colocou Sadie em sua vida como um teste. Também é mostrado que ela ainda tem sentimentos por Jake.

- Jessica Lu Ming Huang como, outra melhor amiga de Jenna. Ela é retratada como uma adolescente fora de estilo e estranha. Seus pais a cobram muito por ser chinesa,mas ela não é uma aluna brilhante e além disso ela é superprotegida por sua mãe. Ming fica com raiva de Jenna porque ela disse sobre seu relacionamento com Matty para Tamara e não conta pra ela. Ela tem um relacionamento secreto com Fred Wu devido à Máfia Asiática. Fred Wu é mandado embora, levando a uma briga física com Becca, após isso Ming se torna a nova líder da Máfia e mandando Becca pra outra Escola.

## Elenco recorrente
- Mike Faiola como Kevin Hamilton, pai de Jenna . Ele é mostrado como sendo o pai mais responsável ao invés de sua esposa e de ser cuidado e apoio para Jenna por tempos difíceis. Ele e Lacey separar depois que ela conta pra ele que escreveu a carta pra jenna .Até o final da 2 ª temporada, Kevin e Lacey estão juntos  novamente. Logo após Jenna recebe pílulas anticoncepcionais, Kevin encontra, e irracionalmente chama os pais de Matty, dizendo-lhes que os dois estão fazendo sexo. Isto leva a uma briga entre as famílias durante o jantar e    leva a semana de estadia de Matty na casa de Hamilton.
- Nolan Gerard Funk como Collin Jennings, um estudante na aula de redação criativa de Jenna. Eles compartilham um pouco de animosidade com o outro. Ele namorou uma garota chamada Angelique, quem Sadie odeia. Ele e Jenna começa a se aproximar quando ele vem para apoiá-la em sua leitura na casa de café local. Depois que Jenna começa a ter fantasias sobre Collin. Acontece secretamente sendo sobre como ela fantasia sua primeira vez com Collin seria. Logo depois, ele rompe com Angelique. Eles continuam a ter química sutil. No final do final da primavera, Jenna decide ir para um partido que a convidou para Collin. Ela decide ficar com ele em vez de ir para outra festa com Matty. Jenna e Colin começa a namorar após o termino de Jenna com matty.
- Jessika Van como Becca,a  líder da "Máfia dos Asiáticos" em Palos Hills High School. Ela frequentemente em conflito com Ming, e é considerado inimiga de Ming na  série. O conhecimento é o seu poder, e lhe permite cumprir a sua própria   agenda. Ela também manipula outros para seu próprio ganho pessoal. No entanto, em vez de Ming ser suspensa, Becca atinge um número de declarações assinadas (dos estudantes asiáticos) dizendo que ela bateu numa porta e não que Ming tinha batido em sua cara, demonstrando assim a sua influência dentro dos asiáticos de Palos Hills High. No entanto, como ela é forçada a deixar a escola, Ming Huang assume como o líder da máfia asiática
- Matthew Fahey como Ricky Schwartz, um adolescente onde iludia meninas e meninos dizendo que os amava. Ele está na banda do escola com Tamara. Jenna acidentalmente beijou em sua festa de casa, o que causou tensão grave entre ela e Tamara.Mas ele ganha-la de volta no baile citando um anúncio que ele colocou para Tamara em Missed Connections. Na segunda temporada, ele desenvolve um relacionamento secreto com Sadie, que termina depois que Sadie pega ela beijando Clark no final da temporada. Muitas vezes ele chama Tamara de "Querida"e de Sadie "Boneca". Ele morre de uma alergia de amendoim no início da estreia da 3 ª temporada, mas ele revela através de tabu para Sadie Tamara e Lissa que sua morte não oi realmente um acidente.
- Wesam Keesh como Kyle, um garoto misterioso que frequenta a escola com Jenna. Ele anda por aí com uma camiseta que diz "Viva Jenna" e Jenna passa a acreditar que ele está obcecado por ela. Mais tarde, ela desiste da ideia de ele ser um maniaco apaixonado pro ela, quando ela descobre que Viva Jenna é realmente sua banda. Ele reaparece na 2 ª temporada, depois de ter desistido de "Viva Jenna" e agora a execução de um clube chamado "Take It Outside", Tamara leva acreditar que ele esta tirando com sua cara com a frase.
- Barret Swatek como tia Ally,a melhor amiga da mãe de Jenna, que apareceu pela primeira vez na temporada um episódio "The Adventures of Aunt Ally"Ela mostra um desprezo claro pela Jenna. Na segunda temporada, ela reapareceu para dar a notícia de que ela estava se casando com o tio rico de Sadie.
- Kelly Sry como Fred Wu, o  namorado de Ming. Ele é o ex- namorado de Becca a líder da "Máfia Asiática". Ele é descrito como o asiático medroso.

- Shane Harper como Austin Welch. Ele é um garoto inteligente  com tendências estranhas que mostra um interesse em Sadie. Enquanto Sadie inicialmente rejeita seus avanços. No final da terceira temporada, eles disseram "eu te amo" um para o outro.

- McKaley Miller como Bailey Parker, uma caloura na Palos Hills, com quem Jenna faz amizade perto do final da terceira temporada. Jenna é sua única amiga. Ela tem sentimentos por Matty, mas também sabe que Jenna nunca superou ele e coloca a amizade acima de uma relação potencial com Matty.

- Anthony Michael Hall como o Sr. Hart, professor de escrita criativa de Jenna que se orgulha de empurrar seus alunos fora de suas zonas de conforto. Ele também é um ex-romancista.

## Indicações a prêmios
| Ano  | Premiação                | Categoria                                                              | Nomeados          | Resultado |
| ---- | ------------------------ | ---------------------------------------------------------------------- | ----------------- | --------- |
| 2012 | Young Artist Award       | Melhor Performance em Série de TV - Atriz Jovem                        | Jillian Rose Reed | Indicado  |
| 2012 | Young Artist Award       | Melhor Performance em Série de TV - Retornado Ator Jovem 17-21         | Matthew Fahey     | Indicado  |
| 2012 | Choice Television Awards | Melhor Atriz Comédia                                                   | Ashley Rickards   | Indicado  |
| 2012 | Teen Choice Awards       | Estrela de verão Feminina                                              | Ashley Rickards   | Indicado  |
| 2012 | Teen Choice Awards       | Estrela da TV Paga: Masculino                                          | Beau Mirchoff     | Venceu    |
| 2013 | People's Choice Awards   | Serie de Comedia Favorita da TV Paga                                   | Awkward.          | Venceu    |
| 2013 | Young Artist Award       | Melhor Performance em Série de TV - Atores convidados Ator Jovem 11-13 | Robbie Tucker     | Indicado  |

## Crítica
O jornal The Huffington Post classificou Awkward. como um dos melhores programas de 2011. A primeira temporada de Awkward foi geralmente bem recebida pelos críticos de televisão louvando realismo do espetáculo e da escrita, bem como a sua personagem central. O show também ganhou várias indicações a prêmios, foi vencedor de um Teen Choice Awards e um People's Choice Awards.

## Lançamento DVD
Awkward: Season One foi lançado em DVD em Região 1 em 14 de novembro de 2011. O conjunto de dois discos contém todos os 12 episódios da temporada, o outro contém extras e entrevistas.